# You Never Give Me Your Money
«You Never Give Me Your Money» (рус. Ты никогда не отдашь мне свои деньги) — песня-сюита английской рок-группы The Beatles, написанная Полом Маккартни (приписана дуэту Леннон — Маккартни) и являющаяся первой частью попурри на второй стороне их альбома 1969 года Abbey Road.
Песня повествует о финансовых и личных трудностях, с которыми столкнулся коллектив, а также о желании автора вернуться в былые времена ранней популярности группы или просто оставить всё и уехать в путешествие со своей женой Линдой. Сюита разделена на три контрастирующих между собой части: «Ты никогда не даешь мне свои деньги» (англ. You Never Give Me Your Money); «Вне колледжа» (англ. Out Of College); и «Один сладкий сон» (англ. One Sweet Dream). В музыкальном плане песня состоит из набора различных сегментов, начиная от фортепианной баллады в начале и заканчивая гитарными арпеджио в конце. Маккартни написал текст во время визита к жене вскоре после свадьбы.
Эта песня была первой, написанной для попурри, которое было задумано Маккартни и звукорежиссёром Джорджем Мартином как финал карьеры The Beatles. Она была записана поэтапно в период с мая по август того же года. В то время как минусовка была записана в Olympic Sound Studios в Барнсе, Лондон, остальные наложения были сделаны в EMI Studios.
Композиция получила положительные отзывы от обозревателей. По мнениям некоторых из них, «You Never Give Me Your Money», содержащая одно из лучших вокальных исполнений Маккартни, является самостоятельным «мини-попурри», а «глубина звуковых деталей» в песне отчасти повлияла на развитие  поджанров поп-музыки 1970-х годов. Джон Леннон же о композиции в интервью журналу Playboy в 1980 году высказался отрицательно, отметив, что он не считает «You Never Give Me Your Money» полноценной песней.

## Предпосылки
Песня была написана Маккартни, когда он гостил у своей жены Линды Истман в Нью-Йорке в марте 1969 года, вскоре после их свадьбы. Это был перерыв после сессий Get Back/Let It Be. Джон Леннон и Маккартни рисковали потерять полный контроль над Northern Songs, компанией, которая издавала их песни, после того, как ATV Music купила контрольный пакет акций. Маккартни был в значительной степени ответственен за направление и проекты группы после смерти менеджера Брайана Эпстайна в 1967 году, но он начал понимать, что групповая динамика The Beatles разваливается. Особенно он был недоволен остальными, которые хотели, чтобы менеджер Аллен Клейн занимался решением финансовых вопросов. Маккартни был единственным из квартета, который отказался от того, чтобы менеджер представлял его интересы, и называл его «пустыми обещаниями».
Спустя годы Джордж Харрисон так описывал этот период: «„Веселая бумажка“ — это всё, что мы получали. Куски бумаги, на которых было написано, сколько мы заработали, но мы никогда не видели настоящих фунтов, шиллингов и пенсов. У нас у всех было по дому, машине и офису, но больше мы не имели никакого отношения к тем деньгам, которые мы зарабатывали».
Позже Маккартни сказал, что песня была написана под впечатлением от Клейна, сказав, что, «по сути, это песня о неверии в человека», и то, что Джон увидел в тексте юмор. Однако биограф The Beatles Иэн Макдональд сомневается в этом, учитывая, что минусовка, записанная 6 мая в студии Olympic Studios, предшествовала ссорам Клейна и Маккартни.

## Лирика
В лирическом плане песня повествует о желании автора избавиться от «весёлых бумажек» и мелких дрязг и вернуться к ранним дням The Beatles. В записной книжке Маккартни 1969 года были перечислены три отдельных заголовка (части песни): «Ты никогда не даешь мне свои деньги» (англ. You Never Give Me Your Money); «Вне колледжа» (англ. Out Of College); и «Один сладкий сон» (англ. One Sweet Dream).
Первая часть, вероятно, напрямую обращается к Кляйну: «Ты никогда не даешь мне своих денег, ты только даёшь мне свою забавную бумажку — и посреди переговоров ты ломаешься» (англ. You never give me your money, you only give me your funny paper — and in the middle of negotiations, you break down). Здесь Маккартни резюмирует боль, которую испытала вся группа в этот период.
Во второй части Пол в мягкой, ностальгической манере, похожей на стиль его части в песне «A Day in the Life», вспоминает о прежних временах, когда деньги не имели особого значения в жизни битлов — «Вышел из колледжа, деньги потрачены, будущего не вижу, арендная плата не платится — все деньги ушли, некуда идти» (англ. Out of college, money spent, see no future, pay no rent — all the money’s gone, nowhere to go). Он тоскует по беззаботным дням юности; в его случае это может относиться к ранним дням существования The Beatles в Ливерпуле и Гамбурге, а также их гастрольным годам, которые длились до 1966 года.
В заключительной части Маккартни описывает свою мечту уехать от всех проблем на лимузине, дополняя её строками: «Скоро мы уедем отсюда / Жми на газ и вытри эту слезу» (англ. Soon we’ll be away from here / Step on the gas and wipe that tear away). Хотя эти строки говорят о свободе, они также выражают тюрьму, в которой группа оказалась в последние годы совместной жизни. Пол добавил, что строчка «Один сладкий сон, собирай чемоданы, садись в лимузин» (англ. One sweet dream, pack up the bags, get in the limousine) была основана на его поездках по стране с Линдой, чтобы уйти от напряженной атмосферы в The Beatles. Гармонии возобновляются в самом конце уже почти утихшей песни, когда Харрисон, Леннон и Маккартни поют детский стишок «Один, два, три, четыре, пять, шесть, семь / Все хорошие дети попадают в рай» (англ. One, two, three, four, five, six, seven / All good children go to heaven).

## Композиция
«You Never Give Me Your Money» была записана на основе незаконченных песен, которые группа создавала для альбома Abbey Road. Понимая, что он может стать последним в дискографии группы, Маккартни и звукорежиссёр группы Джордж Мартин решили объединить различные фрагменты треков в попурри, которое стало бы кульминационным финалом карьеры группы. Позже Маккартни сказал, что идея песенной сюиты была вдохновлена «Excerpt from A Teenage Opera» Кита Уэста. Некоторые музыкальные фрагменты «You Never Give Me Your Money» были повторно использованы для части попурри «Golden Slumbers» / «Carry That Weight», включая вступительные куплеты и более поздние гитарные арпеджио.
Структурно песня начинается с фортепианной баллады. Двойной, тихий вокал Пола подчёркивает боль. Во втором куплете Харрисон и Леннон гармонируют с Маккартни. Вторая часть, «в режиме Чака Берри», характерна своей ускоренной ритмической фактурой, фортепиано в стиле буги-вуги и громкими барабанами Ринго Старра. Маккартни, как и в сингле «Lady Madonna», подделывает свой голос под Фэтса Домино. Тогда же впервые за всю песню звучит ритм-гитара Леннона. Третья часть, «инструментальная интерлюдия в блюзово-ро́ковом стиле», включает в себя арпеджированные гитары Харрисона и Леннона. Они оба исполнили в песне по одному соло, последнее звучит в конце. Голос Маккартни «воспаряет, позволяя некоторой суровости проникнуть в его пение», а «звуковые всплески энергии имитируют освобождение». Завершающий песню детский стишок «Раз, два, три, четыре, пять, шесть, семь / Все хорошие дети попадают в рай» (англ. One, two, three, four, five, six, seven / All good children go to Heaven) сопровождают утихающие вокалы и гитары, эффекты птичьего пения и щебетания, воссоздающие сказочную атмосферу.
Иэн Макдональд предполагает, что на гитарные арпеджио в конце трека повлияли «I Want You (She’s So Heavy)» и бридж «Here Comes the Sun», и что общая структура была вдохновлена песней Леннона «Happiness Is a Warm Gun» с прошлогоднего «Белого альбома» группы, которая также объединила в себе несвязанные музыкальные фрагменты.

## Запись
Основная минусовка (бэк-трек) была записана в Olympic Sound Studios в квартале Барнсе, Лондон 6 мая 1969 года. Запись началась в 3 часа дня и продолжалась до 4 утра следующего дня. Маккартни пел соло и играл на фортепиано, Леннон играл на гитаре Epiphone Casino, Джордж Харрисон играл на гитаре Fender Telecaster, передаваемой через динамик Лесли, а Ринго Старр играл на барабанах. Группа записала 36 дублей, выбрав 30 дубль, который был превращён в грубый стереомикс, как лучший. Основная структура песни в том виде, в каком она появилась на Abbey Road, на этом этапе не была проработана, и оригинальная запись превратилась в беспорядочный джем-сейшен, а ближе к концу превратилась в быстрый рок-н-ролльный инструментал. Ведущий вокал Пола Маккартни был записан на первую дорожку восьмидорожечной ленты; его пианино было на втором треке; барабаны Ринго Старра на третьем; гитара Джона Леннона на пятом; и гитара Джорджа Харрисона на шестом.
Запись «You Never Give Me Your Money» была завершена в студии EMI. 1 июля Маккартни наложил ведущий вокал на основной трек. 11 июля он добавил партию бас-гитары, которая была записана на седьмую дорожку ленты, а 15 июля были добавлены дополнительные вокалы и звуковые эффекты. Тогда же было сделано шесть черновых стереомиксов, только три из которых были завершены. Ни один из них не использовался в альбоме. 30 июля из оригинальной восьмидорожечной ленты был сделан сокращенный микс, чтобы можно было сделать дополнительные наложения, и был составлен черновой микс попурри Abbey Road. Переход из «You Never Give Me Your Money» в следующий трек, «Sun King», оказался проблематичным, и группа предприняла несколько попыток, прежде чем решила объединить песни с помощью органной ноты. Маккартни завершил инструментальные наложения на следующий день, 31 июля, добавив ещё одну партию бас-гитары и дополнительные фортепианные наложения, в том числе несколько наложенных хонки-тонк фортепиано вместо оригинала. Также музыканты записали дополнительные вокальные гармонии, однако на следующий день они был убраны.
Финальная сессия записи состоялась 5 августа, когда Маккартни записал несколько ленточных петель в студии EMI, включающие в себя звуки колокольчиков, пение птичек, булькание и стрекот насекомых. Мартин записал трек в стерео 13 августа и предпринял 11 попыток окончательного микширования, объединив ленточные петли с кросс-фейдом в «Sun King», заменив более раннюю органную ноту. 21 августа он предпринял еще одну попытку окончательного микширования, и это было использовано для готового мастера.

## Участники записи
- Пол Маккартни — ведущий и бэк-вокал, фортепиано, бас-гитара, духовые колокольчики, ленточные петли[англ.];
- Джон Леннон — гитара, бэк-вокал;
- Джордж Харрисон — гитара, бэк-вокал;
- Ринго Старр — барабаны, бубен[2]

## Выпуск
Альбом Abbey Road был выпущен 26 сентября 1969 года в Великобритании и 1 октября в США лейблом Apple Records. «You Never Give Me Your Money» вошла в него как третья из одиннадцати песен второй стороны. 27 сентября 2019 года было выпущено юбилейное издание альбома Abbey Road: 50th Anniversary Edition, в которое вошёл ранее не издававшийся 36 дубль песни. Оригинальная версия 30-го дубля неоднократно фигурировала на бутлегах.

## Восприятие
Ричи Антербергер, обозреватель сайта AllMusic, написал, что «You Never Give Me Your Money», вероятно, единственная песня The Beatles, в которой, пусть и косвенно, комментируются некоторые факторы, приведшие к их распаду. Антербергер и Джо Линч из Billboard придерживаются мнения, что песня является самостоятельным «мини-попурри». Стивен Томас Эрлевайн из AllMusic в рецензии на Abbey Road отметил, что «глубина звуковых деталей» в «You Never Give Me Your Money» и другой песне из альбома, «She Came In Through the Bathroom Window», послужила источником идей для поджанров поп-музыки 1970-х годов.
По мнению Киты О’Тул из Something Else! Reviews, «You Never Give Me Your Money», — богатая песня во многих отношениях: она включает в себя одно из лучших вокальных исполнений Маккартни и непревзойденные гармонии The Beatles, а Старр закрепляет песню своим сильным стилем игры на барабанах, эффективно меняя все настроение песни с интроспективного на напыщенное. Ларри Бартлетт из New Musical Express похвалил гитарное соло Харрисона, «полное сюрпризов».
Несмотря на повсеместное восхищение песней и альбомом в целом, Джон Леннон выразил своё возмущение всем этим в интервью журналу Playboy в 1980 году: «Ну, это [„You Never Give Me Your Money“] не песня, знаете ли. Abbey Road действительно был подборкой незаконченных песен, слипшихся воедино. Все так хвалят альбом, но ни одна из песен не имеет ничего общего друг с другом, никакой связи, кроме того, что мы их склеили».

## Кавер-версии
Песня несколько раз перепевалась различными исполнителями. Американский гитарист Джордж Бенсон записал кавер на песню в попурри с «Golden Slumbers» в своем альбоме 1970 года The Other Side of Abbey Road. В 1976 году кавер-версия песни была записана для музыкального документального фильма «Всё это и Вторая мировая война» в исполнении Уилла Малоуна и Лу Рейзнера. Комедийный рок-дуэт Tenacious D неоднократно исполняет свою версию «You Never Give Me Your Money». В попурри с «The End», два трека были выпущены в качестве сингла 2 июля 2021 года. Вырученные средства идут в пользу «Врачей без границ».